# Plön
Plön (plattdeutsch: Plöön) ist die Kreisstadt des Kreises Plön in Schleswig-Holstein und hat knapp 9000 Einwohner. Wahrzeichen der Stadt ist das Schloss, das im 17. Jahrhundert erbaut wurde.
Plön besitzt ein Gymnasium mit 300-jähriger Geschichte, ist Standort der Marineunteroffizierschule und Sitz des Max-Planck-Instituts für Evolutionsbiologie.

## Geografie
Plön liegt direkt am größten Binnensee Schleswig-Holsteins, dem Großen Plöner See, und ist eingebettet in die hügelige Seenlandschaft der Holsteinischen Schweiz. Nur 7,8 km² des Stadtgebietes sind Landfläche. Der Rest des Stadtgebietes verteilt sich auf elf Seen, die vollständig zur Stadt Plön gehören, und fünf weitere, an denen Plön einen Anteil hat. Komplett im Stadtgebiet befinden sich unter anderem die folgenden Gewässer: Behler See, Edebergsee, Höftsee, Großer Madebrökensee, Kleiner Madebrökensee, Schöhsee, Stadtsee, Suhrer See und Trentsee. Darüber hinaus gehören unter anderem der Große und der Kleine Plöner See sowie der Trammer See anteilig zu Plön.

### Stadtteile
Auf dem westlichsten Landarm der Stadt Plön liegt an der B 430 der Stadtteil Koppelsberg direkt an der Grenze zur Nachbargemeinde Dörnick. Östlich des Hauptortes an der B 76 befinden sich die Stadtteile Fegetasche, Ruhleben und Stadtheide. Der Stadtteil Stadtheide entstand weitgehend auf dem Gelände der ehemaligen Fünf-Seen-Kaserne, die bis 1996 ein Pionierbataillon beherbergte und seit 2000 zu einem Stadtteil mit Wohn- und Mischgebieten entwickelt wird. Außerdem liegt Ölmühle im Stadtgebiet.

### Nachbargemeinden
Plön grenzt an folgende Kommunen (im Uhrzeigersinn, beginnend im Norden): Rathjensdorf, Grebin, Malente, Bösdorf, Bosau, Nehmten, Ascheberg (Holstein), Dörnick, Wittmoldt. Bis auf Malente und Bosau (Kreis Ostholstein) gehören alle Nachbarkommunen ebenfalls zum Kreis Plön.
Die ehemals amtsangehörige Nachbargemeinde Bösdorf wird seit dem 1. Januar 2014 als amtsfreie Gemeinde von der Stadt Plön im Rahmen einer Verwaltungsgemeinschaft verwaltet. Die ebenfalls am 1. Januar 2014 begonnene Verwaltungsgemeinschaft mit der Nachbargemeinde Ascheberg endete am 31. Dezember 2020.

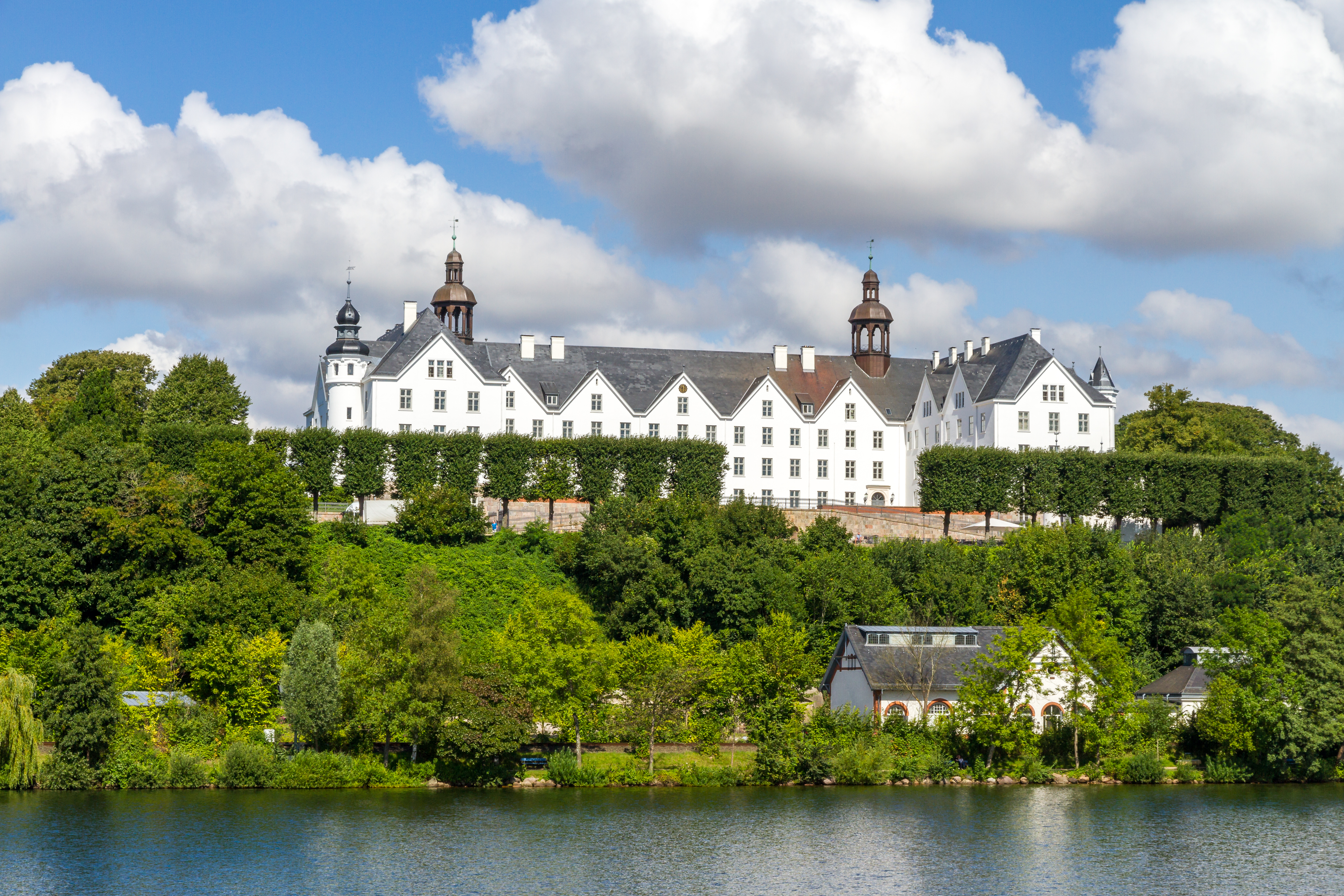
Plöner Schloss: Wahrzeichen von Plön

## Geschichte
Im Frühmittelalter gelangten nach der mutmaßlichen Abwanderung des Großteils der germanischen Vorbevölkerung während des frühen 8. Jahrhunderts die slawischen Abodriten in den Plöner Raum. Auf der großen, Plön vorgelagerten Insel, die später Olsborg hieß, errichteten die Wagrier, ein Teilstamm der Abodriten, eine umfangreiche Befestigungsanlage. Sie nannten ihre Siedlung Plune, was „eisfreies Wasser“ bedeutet. 1075 lockte hier laut Helmold von Bosau der wagrische Fürst und abodritische Samtherrscher Kruto den Nakoniden Budivoj ins „castrum Plunense“, belagerte ihn und ließ die Belagerten, als sie sich unter dem Versprechen freien Abzugs ergaben, erschlagen. 1139 zerstörten sächsische Holsten gegen den Willen des Holsteiner Graf Adolf II. von Schauenburg eigenmächtig die Festung und beendeten damit die slawische Herrschaft über den Plöner Raum.
20 Jahre später ließ Adolf II. die Burg auf der Insel wieder aufbauen, verlegte sie jedoch alsbald auf den heutigen Schlossberg. Im Schutz der Burg und nahe der von Lübeck nach Norden führenden Handelsstraße entwickelte sich eine sächsisch-deutsche Marktsiedlung. Im Jahre 1236 wurde Plön das Lübische Stadtrecht verliehen. Auf einer schmalen Landenge zwischen den Seen und dem Fluss Schwentine strategisch günstig gelegen, blieb Plön ein bedeutendes Zentrum der Grafschaft Holstein, bis diese 1460 in Personalunion an das dänische Königshaus fiel. Von 1561 bis 1761 war Plön Residenz des Herzogtums Schleswig-Holstein-Sonderburg-Plön.
Durch Erbteilungen innerhalb des dänischen Königshauses entstand 1622 das Herzogtum Schleswig-Holstein-Plön. Mit Errichtung des Plöner Schlosses anstelle der alten Burg 1633–1636 durch Herzog Joachim Ernst wurde Plön Hauptstadt des kleinen Fürstentums. Als Residenzstadt erfuhr Plön eine beträchtliche Aufwertung. So gründete Herzog Johann Adolph („Hans Adolf“) 1685 im Nordwesten der Stadt die Neustadt, um hier Handwerker anzusiedeln und damit die Wirtschaftskraft des Herzogtums zu steigern. Unter Friedrich Carl wurde das Schlossgebiet um mehrere barocke Gebäude und einen Lustgarten erweitert. Die Stadt besaß damals ca. 1000 Einwohner und reichte ungefähr bis zur Schwentinebrücke im Osten und zum Ende der heutigen Fußgängerzone im Westen. Beide Zugänge waren mit Toren gesichert. Die Plöner Lateinschule, die Vorläuferin des heutigen Gymnasiums Schloss Plön, wurde 1704 gegründet.

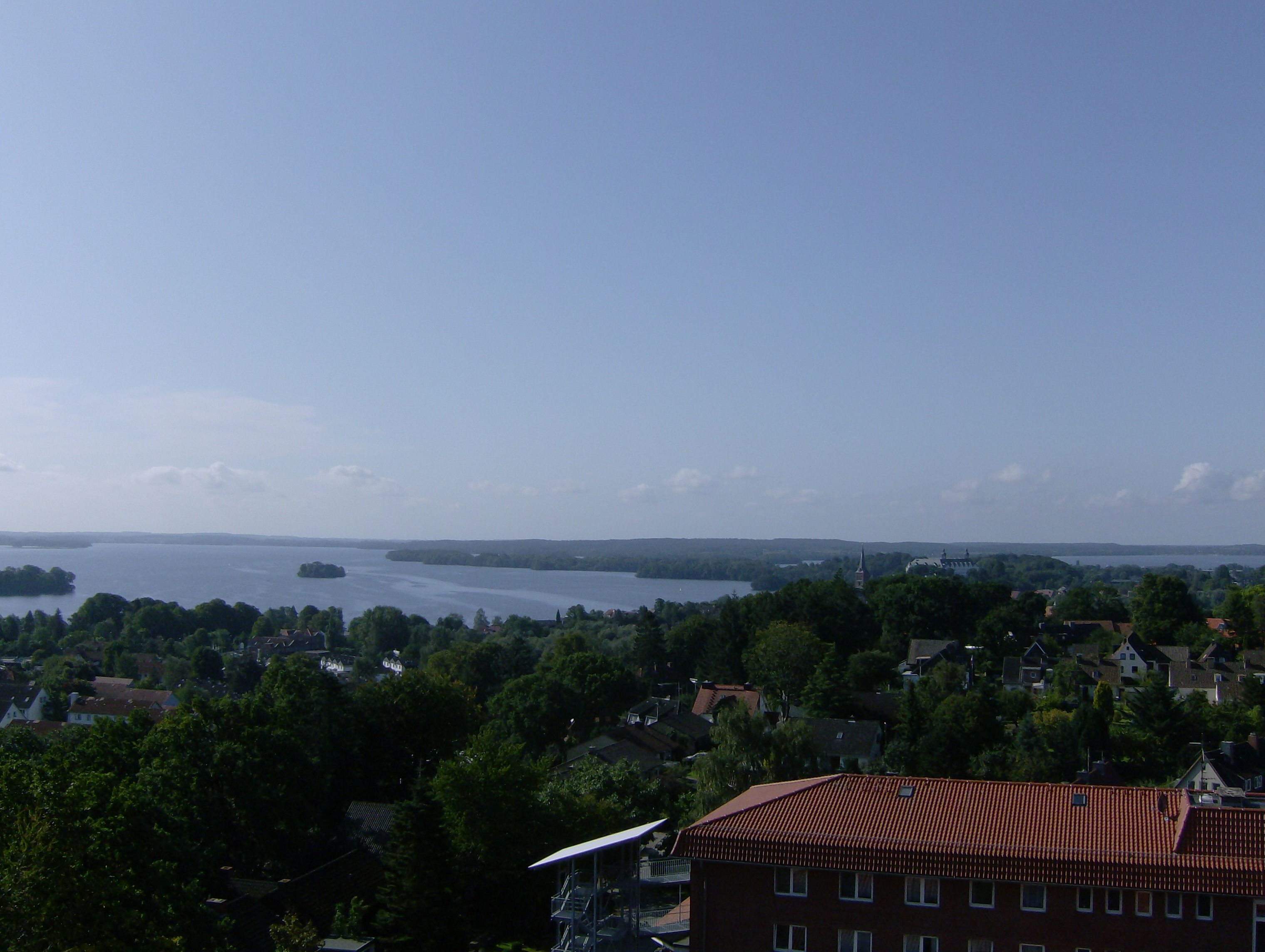
Plön vom Parnaß-Turm mit dem Plöner See und dem Schloss Plön in der Mitte

1761 fiel das Herzogtum an die dänische Krone zurück. Damit gehörte Plön bis zum Bundesexekution Ende 1863 wie das restliche Herzogtum Holstein einerseits zum dänischen Gesamtstaat, andererseits aber auch zum Heiligen Römischen Reich (bis 1806) bzw. zum Deutschen Bund. Es diente zeitweilig dem dänischen König als Sommerresidenz, blieb ansonsten aber eine Provinzstadt mit ungefähr 2000 Einwohnern. Das kultivierte Leben in der kleinen Nebenresidenz hat Rochus von Liliencron in seinen „Jugenderinnerungen“ beschrieben. Mitte des 19. Jahrhunderts weilte der dänische Kronprinz einige Jahre zur Sommerfrische im Schloss, das seither seinen weißen Putz mit dem grauen Dach zeigt.
1867 wurde Plön, nun Teil Preußens, nach Inkrafttreten der preußischen Verwaltungsreform Kreisstadt. Die Hohenzollern-Prinzen erhielten ihre schulische Ausbildung zum Teil in Plön; die Prinzeninsel ist heute noch im Besitz des Hauses Hohenzollern. Für Besuche der Kaiserfamilie wurde ein eigener Bahnhof errichtet. König Wilhelm I. bestimmte 1868 das Schloss Plön zur Kadettenanstalt. Die ersten 100 Kadetten im Alter von 11 bis 13 Jahren zogen am 1. Mai jenes Jahres ein. Im Jahr 1896 beschloss Wilhelm II., der letzte deutsche Kaiser, seinen beiden ältesten Söhnen Wilhelm und Eitel Friedrich eine geistige und militärische Ausbildung in der Kadettenanstalt Plön zuteilwerden zu lassen. Nach dem Ersten Weltkrieg wurde daraus ein Internat, das 1933–1945 als Nationalpolitische Erziehungsanstalt diente. Seit 1946 war es wieder staatliches Internat.
1891 gründete Emil Otto Zacharias mit finanzieller Unterstützung der preußischen Regierung und mehrerer Privatleute am Plöner See die erste „Biologische Station“ für Süßwasserforschung auf deutschem Boden als privates Forschungsinstitut. Nach seinem Tod übernahm August Thienemann die Leitung. Als Nachfolgeinstitution existierte lange das Max-Planck-Institut für Limnologie. Dieser Institutsstandort wurde, nach insgesamt 115 Jahren der limnologischen Forschung, als Max-Planck-Institut für Evolutionsbiologie auf andere Schwerpunkte ausgerichtet. Plön ist außerdem „Korporativ Förderndes Mitglied“ der Max-Planck-Gesellschaft.

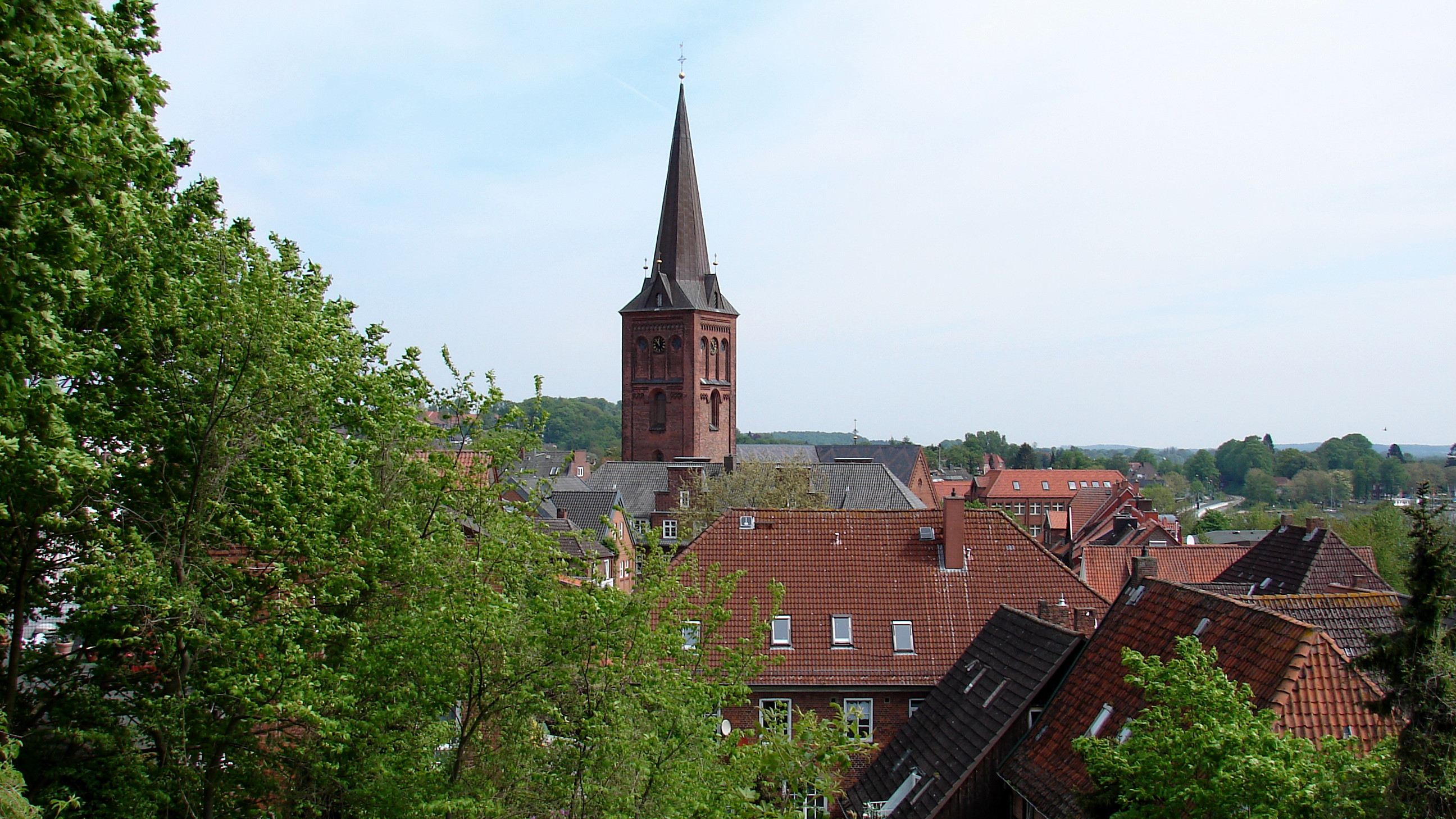
Plön vom Schloss Plön aus

### NS-Zeit
Nach der Machtergreifung der Nationalsozialisten am 30. Januar 1933 schaffte die Regierung Mitte Februar die Gemeindevertretungen ab. Am 12. März fanden Kommunalwahlen statt. Die NSDAP erreichte im Kreis Plön 53,8 %. Unter anderem kam es auch für die Feuerwehren zu einschneidenden Veränderungen. Aus der Plöner Feuerwehr wurde eine Hilfspolizeitruppe. Außerdem wurde im Plöner Schloss eine Nationalpolitische Erziehungsanstalt (NAPOLA) gegründet, die Elitenbildung im Sinn des NS-Regimes betrieb. Nach Kriegsende nutzten ehemalige NAPOLA-Schüler ihre Lage, um sich als Opfer des NS-Regimes zu stilisieren, was ihnen oftmals einen erfolgreichen Weg in der Nachkriegsgesellschaft eröffnete. Andere der damaligen NAPOLA-Schüler dachten gern in nostalgisch-sentimentaler Verklärung an ihre Jugend zurück. Für viele standen dabei vor allem die positiven Erlebnisse im Mittelpunkt.
Während des Zweiten Weltkrieges lebten zahlreiche Zwangsarbeiter in Plön und Umgebung. Auf dem Plöner Friedhof erinnern acht Holzkreuze an Menschen, bei denen es sich wahrscheinlich um osteuropäische Zwangsarbeiter handelt. Nicht mehr einsatzfähige Zwangsarbeiter sollen laut Polizeibericht „beim Baden ertrunken“ sein.
Ab Mitte April 1945 hielten sich kurzzeitig Teile der letzten Reichsregierung sowie der Oberbefehlshaber der Kriegsmarine Karl Dönitz im Barackenlager der Kaserne Stadtheide auf. Am 1. Mai verkündete Dönitz von hier, dass Hitler gefallen sei und ihn zum Nachfolger bestimmt habe. Am nächsten Tag floh die neue Geschäftsführende Reichsregierung vor den herannahenden britischen Truppen weiter nach Flensburg-Mürwik. Plön wurde anschließend zur „Offenen Stadt“. Am 4. Mai 1945 unterschrieb Hans-Georg von Friedeburg im Auftrag von Dönitz die Teilkapitulation der Wehrmacht für Nordwestdeutschland, Dänemark und die Niederlande. Der Krieg endete schließlich mit der Bedingungslosen Kapitulation am 8. Mai.

### Nachkriegszeit
Ab 1946 begann wieder der Unterricht in der Internatsoberschule mit angeschlossenem Internat, später das Gymnasium Schloss Plön. Das Internat im Plöner Schloss wurde 2001 unter der Landesregierung von Heide Simonis geschlossen und das Schloss an den Optikkonzern Fielmann verkauft. Dieser hat dort nach umfangreichen Restaurierungsarbeiten im Oktober 2006 eine Akademie für das Optikerhandwerk eröffnet. Es handelt sich um ein gemeinnütziges Schulungszentrum für die gesamte Augenoptik. Zum Schloss gehört das weitläufige Schlossgebiet. Es zeichnet sich durch aufwändig restaurierte historische Gebäude (z. B. Prinzenhaus, Alte Schwimmhalle, Uhrenhaus), Alleen und alten Baumbestand aus.
Das Prinzenhaus wird „Perle des Rokoko“ genannt. Es wurde früher als Gartenhaus genutzt und erhielt seinen heutigen Namen, als die Söhne des letzten deutschen Kaisers Wilhelm II. in diesem Gebäude unterrichtet wurden. Nach mehreren Jahren der Restaurierung durch die Deutsche Stiftung Denkmalschutz ist es nun wieder für die Öffentlichkeit zugänglich.
Im Uhrenhaus befindet sich heute das Informationszentrum des Naturparks Holsteinische Schweiz. Die ehemalige kaiserliche Schwimmhalle ist heute ein Kulturforum, das für Veranstaltungen und Ausstellungen zur Verfügung steht. Zeugen aus kaiserlicher Zeit sind noch an weiteren Stellen in Plön sichtbar. So befindet sich auf der Prinzeninsel ein reetgedeckter Pavillon, von dem man einen Ausblick auf den Großen Plöner See hat – dies war der Lieblingsplatz der Kaiserin. In der Kapelle am Alten Friedhof befindet sich der von Kaiserin Auguste Viktoria gestiftete Altar der Schlosskapelle.
Ende der 1970er Jahre wurde die innerstädtische Umgehungsstraße gebaut (Bundesstraße 76 und 430), für die einige Häuser der Innenstadt weichen mussten und die über mehrere Seen geführt wurde. Die Straße wird heute als nicht mehr zeitgemäß angesehen, vor allem der Verkehrslärm ist ein Problem für die Anwohner, und Lösungen bis zu einem Rückbau werden diskutiert.
Relikte des Kalten Kriegs finden sich als Sprengschächte und Stecksperren in der Fünf-Seen-Allee im Gebiet der ehemaligen Fünf-Seen-Kaserne (ehemaliges Pionierbataillon 6, 6. Panzergrenadierdivision), Plön-Stadtheide.

## Politik

### Ratsversammlung
Das Ergebnis der Kommunalwahl am 14. Mai 2023 ist in den Diagrammen dargestellt. Die Tabelle gibt die Wahlergebnisse seit 2003 wider.
| Parteien und Wählergemeinschaften | Parteien und Wählergemeinschaften       | % 2023 | Sitze 2023 | % 2018  | Sitze 2018 | % 2013  | Sitze 2013 | % 2008  | Sitze 2008 | % 2003  | Sitze 2003 | Kommunalwahl 2023 %3020100 28,3 %21,5 %20,5 %15,7 %8,6 %4,5 % CDUGrüneSPDFWG-PlönFDPLinkeGewinne und Verlusteim Vergleich zu 2018 %p 8 6 4 2 0 −2 −4 −6−2,71 %p+1,86 %p−5,14 %p+6,64 %p+0,24 %p−1,78 %pCDUGrüneSPDFWG-PlönFDPLinke Sitzverteilung in der Plöner Ratsversammlung seit Juni 2023Insgesamt 19 Sitze - Linke: 1 - SPD: 4 - Grüne: 4 - FWG-Plön: 3 - FDP: 2 - CDU: 5 |
| CDU                               | Christlich Demokratische Union          | 28,3   | 5          | 31,06   | 8          | 33,09   | 8          | 34,16   | 8          | 51,20   | 12         | Kommunalwahl 2023 %3020100 28,3 %21,5 %20,5 %15,7 %8,6 %4,5 % CDUGrüneSPDFWG-PlönFDPLinkeGewinne und Verlusteim Vergleich zu 2018 %p 8 6 4 2 0 −2 −4 −6−2,71 %p+1,86 %p−5,14 %p+6,64 %p+0,24 %p−1,78 %pCDUGrüneSPDFWG-PlönFDPLinke Sitzverteilung in der Plöner Ratsversammlung seit Juni 2023Insgesamt 19 Sitze - Linke: 1 - SPD: 4 - Grüne: 4 - FWG-Plön: 3 - FDP: 2 - CDU: 5 |
| SPD                               | Sozialdemokratische Partei Deutschlands | 20,5   | 4          | 25,59   | 6          | 32,76   | 7          | 33,44   | 8          | 30,04   | 7          | Kommunalwahl 2023 %3020100 28,3 %21,5 %20,5 %15,7 %8,6 %4,5 % CDUGrüneSPDFWG-PlönFDPLinkeGewinne und Verlusteim Vergleich zu 2018 %p 8 6 4 2 0 −2 −4 −6−2,71 %p+1,86 %p−5,14 %p+6,64 %p+0,24 %p−1,78 %pCDUGrüneSPDFWG-PlönFDPLinke Sitzverteilung in der Plöner Ratsversammlung seit Juni 2023Insgesamt 19 Sitze - Linke: 1 - SPD: 4 - Grüne: 4 - FWG-Plön: 3 - FDP: 2 - CDU: 5 |
| FWG                               | Freie Wählergemeinschaft                | 15,7   | 3          | 9,06    | 2          | 15,42   | 4          | 22,93   | 5          | 13,64   | 3          | Kommunalwahl 2023 %3020100 28,3 %21,5 %20,5 %15,7 %8,6 %4,5 % CDUGrüneSPDFWG-PlönFDPLinkeGewinne und Verlusteim Vergleich zu 2018 %p 8 6 4 2 0 −2 −4 −6−2,71 %p+1,86 %p−5,14 %p+6,64 %p+0,24 %p−1,78 %pCDUGrüneSPDFWG-PlönFDPLinke Sitzverteilung in der Plöner Ratsversammlung seit Juni 2023Insgesamt 19 Sitze - Linke: 1 - SPD: 4 - Grüne: 4 - FWG-Plön: 3 - FDP: 2 - CDU: 5 |
| Grüne                             | Bündnis 90/ Die Grünen                  | 21,5   | 4          | 19,64   | 5          | 12,70   | 3          | —       | —          | —       | —          | Kommunalwahl 2023 %3020100 28,3 %21,5 %20,5 %15,7 %8,6 %4,5 % CDUGrüneSPDFWG-PlönFDPLinkeGewinne und Verlusteim Vergleich zu 2018 %p 8 6 4 2 0 −2 −4 −6−2,71 %p+1,86 %p−5,14 %p+6,64 %p+0,24 %p−1,78 %pCDUGrüneSPDFWG-PlönFDPLinke Sitzverteilung in der Plöner Ratsversammlung seit Juni 2023Insgesamt 19 Sitze - Linke: 1 - SPD: 4 - Grüne: 4 - FWG-Plön: 3 - FDP: 2 - CDU: 5 |
| FDP                               | Freie Demokratische Partei              | 8,6    | 2          | 8,36    | 2          | 6,03    | 1          | 9,46    | 2          | 5,12    | 1          | Kommunalwahl 2023 %3020100 28,3 %21,5 %20,5 %15,7 %8,6 %4,5 % CDUGrüneSPDFWG-PlönFDPLinkeGewinne und Verlusteim Vergleich zu 2018 %p 8 6 4 2 0 −2 −4 −6−2,71 %p+1,86 %p−5,14 %p+6,64 %p+0,24 %p−1,78 %pCDUGrüneSPDFWG-PlönFDPLinke Sitzverteilung in der Plöner Ratsversammlung seit Juni 2023Insgesamt 19 Sitze - Linke: 1 - SPD: 4 - Grüne: 4 - FWG-Plön: 3 - FDP: 2 - CDU: 5 |
| LINKE                             | Die Linke                               | 4,5    | 1          | 6,28    | 2          | –       | –          | –       | –          | –       | –          | Kommunalwahl 2023 %3020100 28,3 %21,5 %20,5 %15,7 %8,6 %4,5 % CDUGrüneSPDFWG-PlönFDPLinkeGewinne und Verlusteim Vergleich zu 2018 %p 8 6 4 2 0 −2 −4 −6−2,71 %p+1,86 %p−5,14 %p+6,64 %p+0,24 %p−1,78 %pCDUGrüneSPDFWG-PlönFDPLinke Sitzverteilung in der Plöner Ratsversammlung seit Juni 2023Insgesamt 19 Sitze - Linke: 1 - SPD: 4 - Grüne: 4 - FWG-Plön: 3 - FDP: 2 - CDU: 5 |
| Gesamt                            | Gesamt                                  | 100    | 19         | 100     | 25         | 100     | 23         | 100     | 23         | 100     | 23         | Kommunalwahl 2023 %3020100 28,3 %21,5 %20,5 %15,7 %8,6 %4,5 % CDUGrüneSPDFWG-PlönFDPLinkeGewinne und Verlusteim Vergleich zu 2018 %p 8 6 4 2 0 −2 −4 −6−2,71 %p+1,86 %p−5,14 %p+6,64 %p+0,24 %p−1,78 %pCDUGrüneSPDFWG-PlönFDPLinke Sitzverteilung in der Plöner Ratsversammlung seit Juni 2023Insgesamt 19 Sitze - Linke: 1 - SPD: 4 - Grüne: 4 - FWG-Plön: 3 - FDP: 2 - CDU: 5 |
| Wahlbeteiligung                   | Wahlbeteiligung                         | 48,5 % | 48,5 %     | 47,21 % | 47,21 %    | 48,26 % | 48,26 %    | 49,25 % | 49,25 %    | 57,06 % | 57,06 %    | Kommunalwahl 2023 %3020100 28,3 %21,5 %20,5 %15,7 %8,6 %4,5 % CDUGrüneSPDFWG-PlönFDPLinkeGewinne und Verlusteim Vergleich zu 2018 %p 8 6 4 2 0 −2 −4 −6−2,71 %p+1,86 %p−5,14 %p+6,64 %p+0,24 %p−1,78 %pCDUGrüneSPDFWG-PlönFDPLinke Sitzverteilung in der Plöner Ratsversammlung seit Juni 2023Insgesamt 19 Sitze - Linke: 1 - SPD: 4 - Grüne: 4 - FWG-Plön: 3 - FDP: 2 - CDU: 5 |

Die neugewählte Plöner Ratsversammlung konstituierte sich in ihrer Sitzung am 14. Juni 2023.

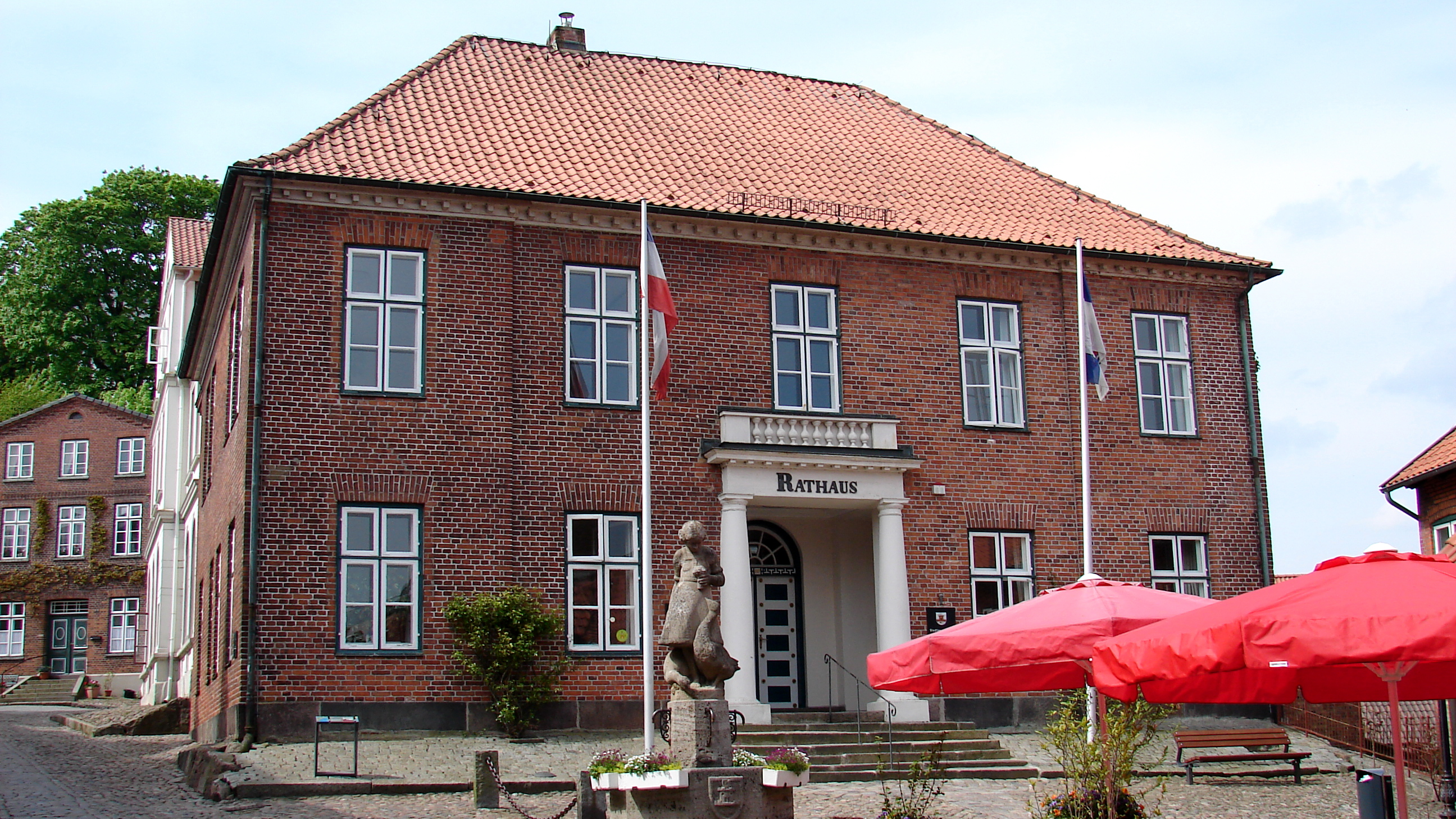
Das Plöner Rathaus

### Bürgermeisterin
Am 8. Februar 2023 wurde Mira Radünzel-Schneider durch die Ratsversammlung einstimmig zur Bürgermeisterin gewählt, nachdem bei der Bürgermeisterwahl im September 2022 der einzige Kandidat nicht die erforderliche Mehrheit erhalten hatte.

### Wappen

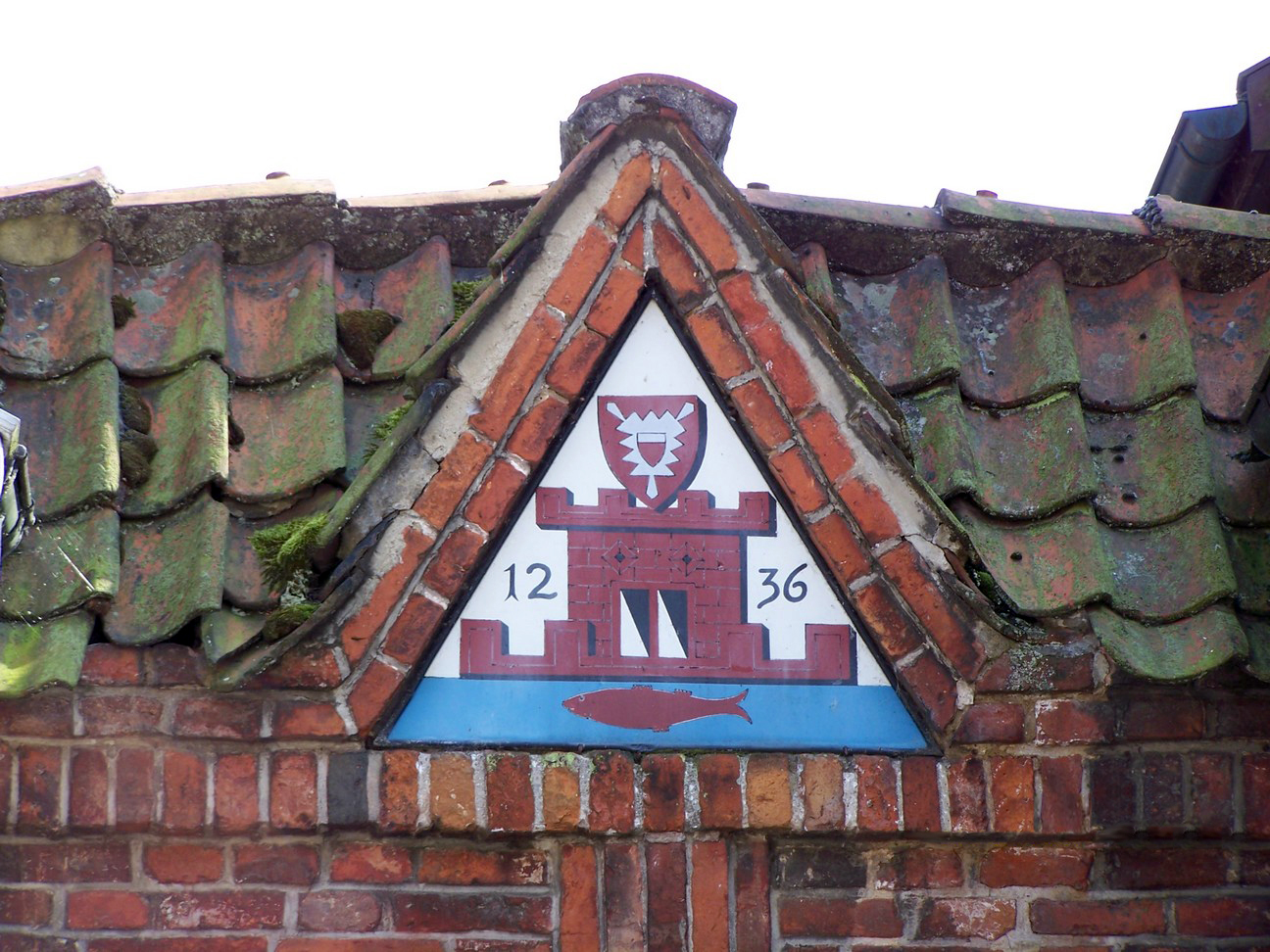
Altes Wappen am Durchgang von der Langen Straße zum Schloss

Blasonierung: „In Silber über abwechselnd silbernen und blauen Wellen, in denen ein roter Fisch schwimmt, eine durchgehende, niedrige rote Zinnenmauer aus Ziegeln, besetzt mit einem gedrungenen roten Zinnenturm mit zwei schwarzen Torbögen; über dem Turm schwebend das holsteinische Wappen (in Rot das silberne Nesselblatt).“

### Städtepartnerschaften
- Schilino (früher Szillen bzw. Schillen) im Rajon Neman in der russischen Oblast Kaliningrad, einem Teil des früheren Ostpreußens, seit 1953[22]
- Ksour-Essaf (Tunesien), seit 1969[22]
- Plau am See (Mecklenburg-Vorpommern), seit 1990[22]

Seit dem 16. Mai 2013 besteht außerdem eine Patenschaft für die Marineunteroffizierschule Plön.

## Verkehr

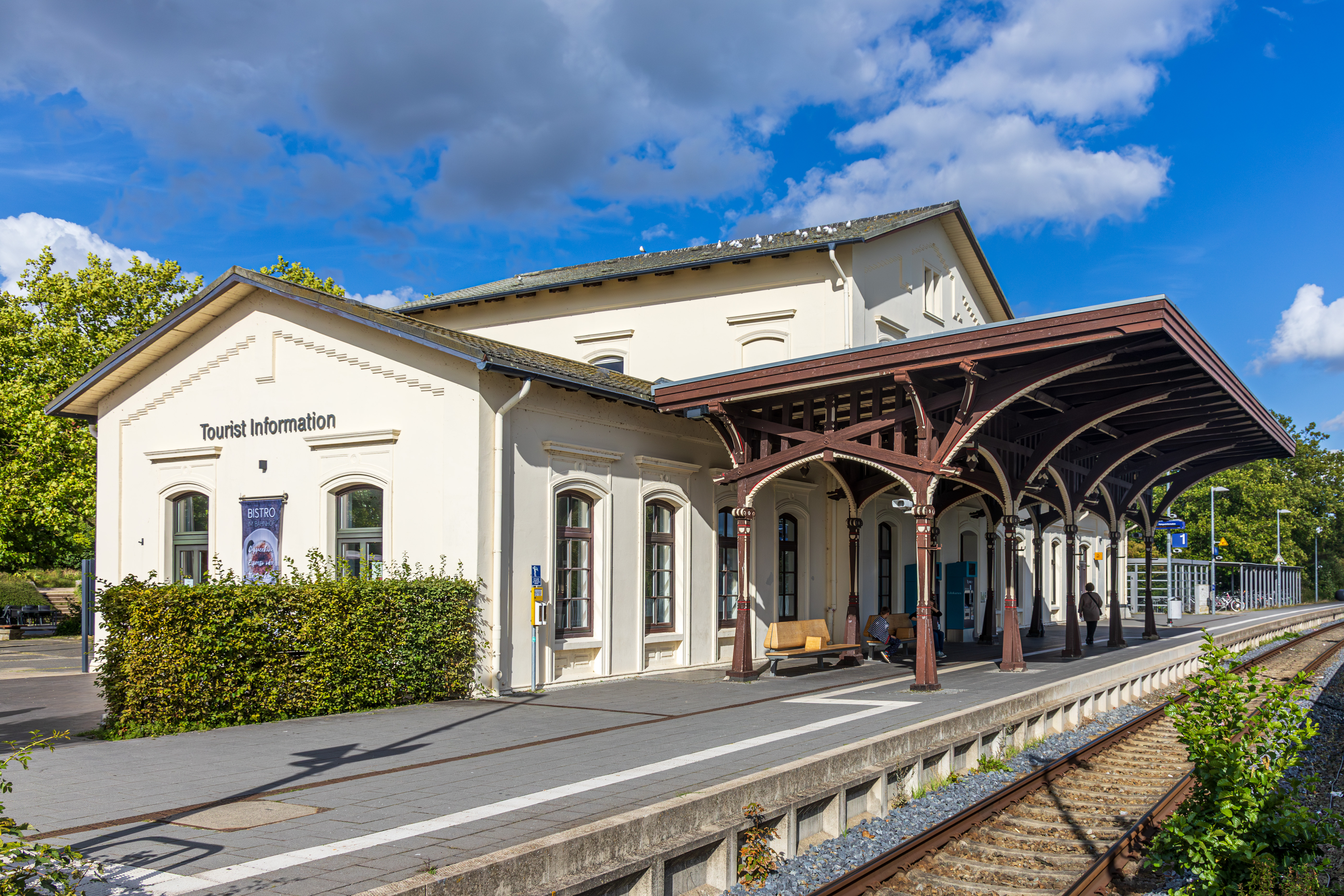
Plöner Bahnhof

Plön bildet den Knotenpunkt der Bundesstraßen 76 (Ost-West-Verlauf) und 430 (Südwest-Nordost-Verlauf). Über die B 430 besteht eine Anbindung an die Autobahn 21 (ca. 19 km, Anschlussstelle Bornhöved) und die Autobahn 7 (ca. 40 km, Anschlussstelle Neumünster-Mitte). Die B 76 bindet Plön außerdem an die Autobahn 1 an (ca. 27 km, Anschlussstelle Eutin).
Die Verkehrsbetriebe Kreis Plön sind dem Verkehrsverbund Region Kiel angeschlossen. Sie betreiben im Stadtverkehr zwei Buslinien und bedienen außerdem Verbindungen mit dem Umland. Die Landeshauptstadt Kiel kann per Regionalbus der Firma Autokraft erreicht werden.
Durch Plön führt die Bahnstrecke Kiel–Lübeck. Die Züge verkehren halbstündlich in beide Richtungen. Die Übernahme der Strecke durch Erixx Holstein im Dezember 2022 hat zu zunehmenden Unzuverlässigkeiten und Ausfällen geführt. Im historischen Bahnhofsgebäude mit der Prinzenbahnhofsüberdachung befindet sich nach dem Erwerb des Gebäudes durch die Stadt Plön und anschließenden grundlegenden Sanierungsarbeiten seit Mitte 2008 die Tourist-Information Großer Plöner See & DB-Agentur.

## Bildung und Kultur

### Schulen
- Förderschulen
  - Förderzentrum Plön, Am Schiffsthal, 54 Schüler in 5 Klassen, 106 Betreute
- Grundschulen
  - Breitenauschule, Breitenaustraße, 166 Schüler in 10 Klassen
  - Rodomstorschule, Rodomstorstraße, 232 Schüler in 10 Klassen
- Gemeinschaftsschule
  - Gemeinschaftsschule des Schulverbandes Plön Stadt und Land in Plön, Schule am Schiffsthal, Am Schiffsthal, 580 Schüler in 25 Klassen
- Gymnasium
  - Gymnasium Schloss Plön, Prinzenstraße, 785 Schüler in 35 Klassen
- Berufliche Schule
  - Regionales Berufsbildungszentrum (BBZ) des Kreises Plön, Heinrich-Rieper-Straße, 1668 Schüler in 108 Klassen[24]

Schülerzahlen aus dem Schuljahr 2019/2020

### Kirchen
- evangelisch-lutherisch
  - Johanniskirche, Hamburger Straße
  - Nikolaikirche, Markt
  - Osterkirche, Osterfriedhof
  - Gemeinschaft in der evangelischen Kirche Plön, Krusekoppel

- römisch-katholisch
  - Pfarrkirche St. Antonius, Brückenstraße

### Kulturelle Veranstaltungen
- Plöner Jazztage (Traditional Jazz / an den 4 Tagen von Himmelfahrt bis Sonntag)
- „Grüne Note“ (diverse Stilrichtungen / jährlicher Konzerttag der Kreismusikschule)
- Schützenfest der Plöner Schützengilde von 1621 e. V. (jährlich am 2. Freitag im Juli)
- Plöner Stadtbuchtfest (Volksfest / jährlich Mitte August)
- Plöner Kulturnacht (Kleinkunst / jährlich am ersten Wochenende im September)
- Plöner Musikherbst (Klassik / jährlich im September/Oktober)
- Livemusik im Kulturforum Schwimmhalle Schloss Plön (überwiegend Klassik)
- Livemusik im Restaurant Alte Schwimmhalle (Jazz, Blues, Rock)
- Theatertage und Gastspiele überregional bekannter Künstler durch Theater Zeitgeist

### Literatur: Schöne Zeiten im schönen Plön (Zitat)

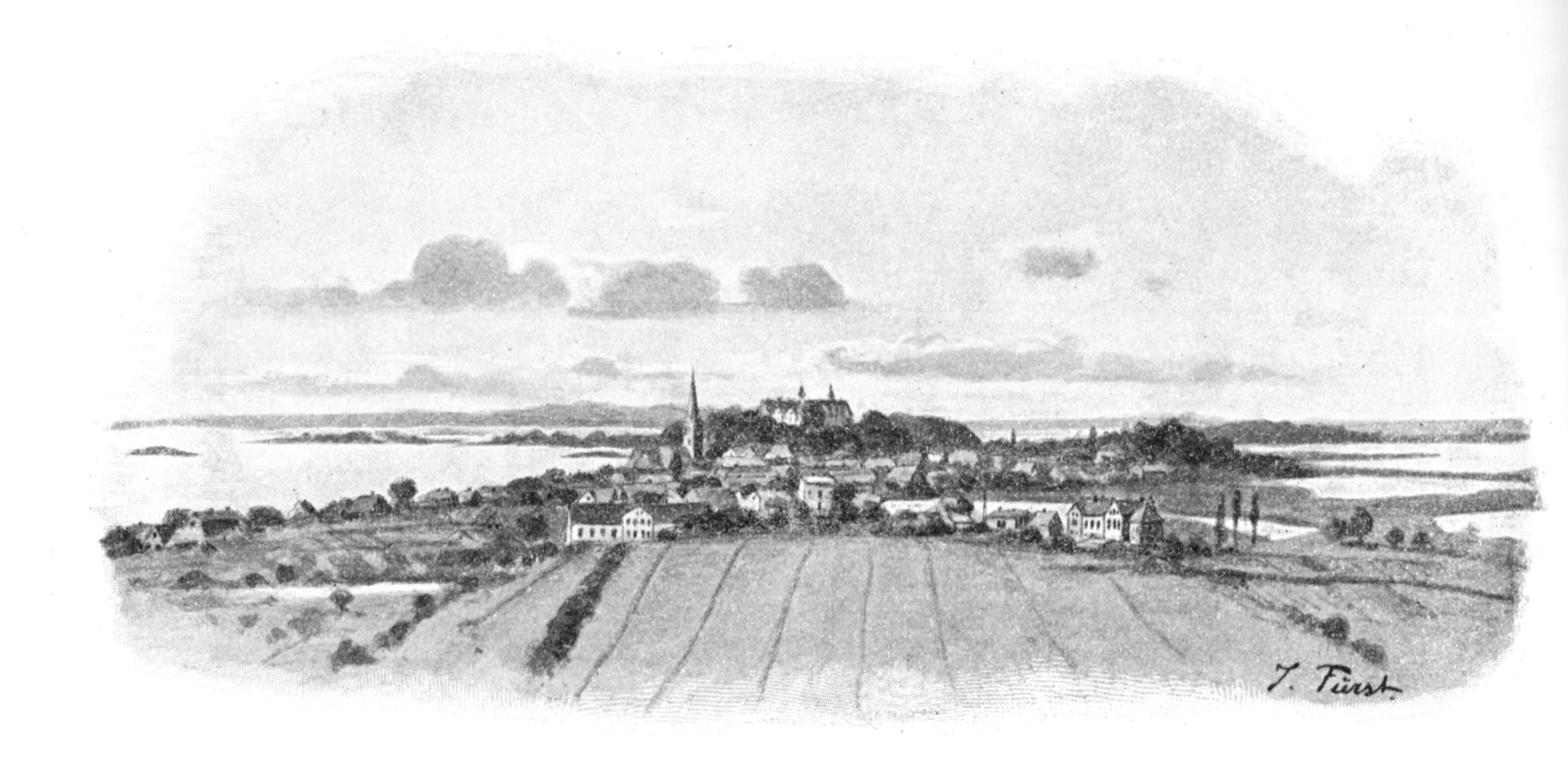
Plön um 1895

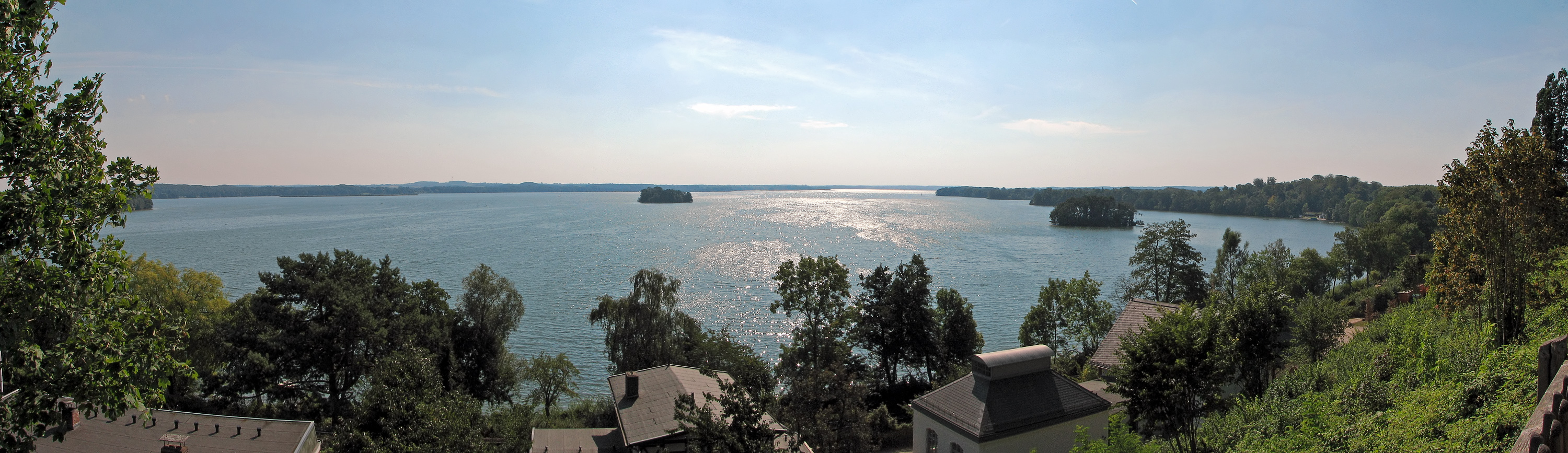
Panorama vom Großen Plöner See Richtung Süden. Eine Blick-Achse gestattet bei klarem Wetter die Sicht bis zum Schloss Nehmten. Im Vordergrund zwischen den Gebäuden und dem Seeufer verläuft die Bahnstrecke Kiel–Lübeck: nach links (Osten) in Richtung der Hansestadt Lübeck, nach rechts (Westen) Richtung Kiel, Landeshauptstadt von Schleswig-Holstein.

### Wiederkehrende Veranstaltungen
- Aktion ‚Offener Garten‘ Schleswig-Holstein und Hamburg. Gärten öffnen ihre Tore, jährlich am 3. Wochenende im Juni. Teilnehmergärten in Stadt und Kreis Plön.

### Sehenswürdigkeiten
Sehenswert ist unter anderem die Altstadt mit der Nikolaikirche, dem Rathaus und vielen Geschäften und Cafés und die historische Neustadt mit dem Kreismuseum, das sich in der ehemaligen Alten Apotheke befindet.

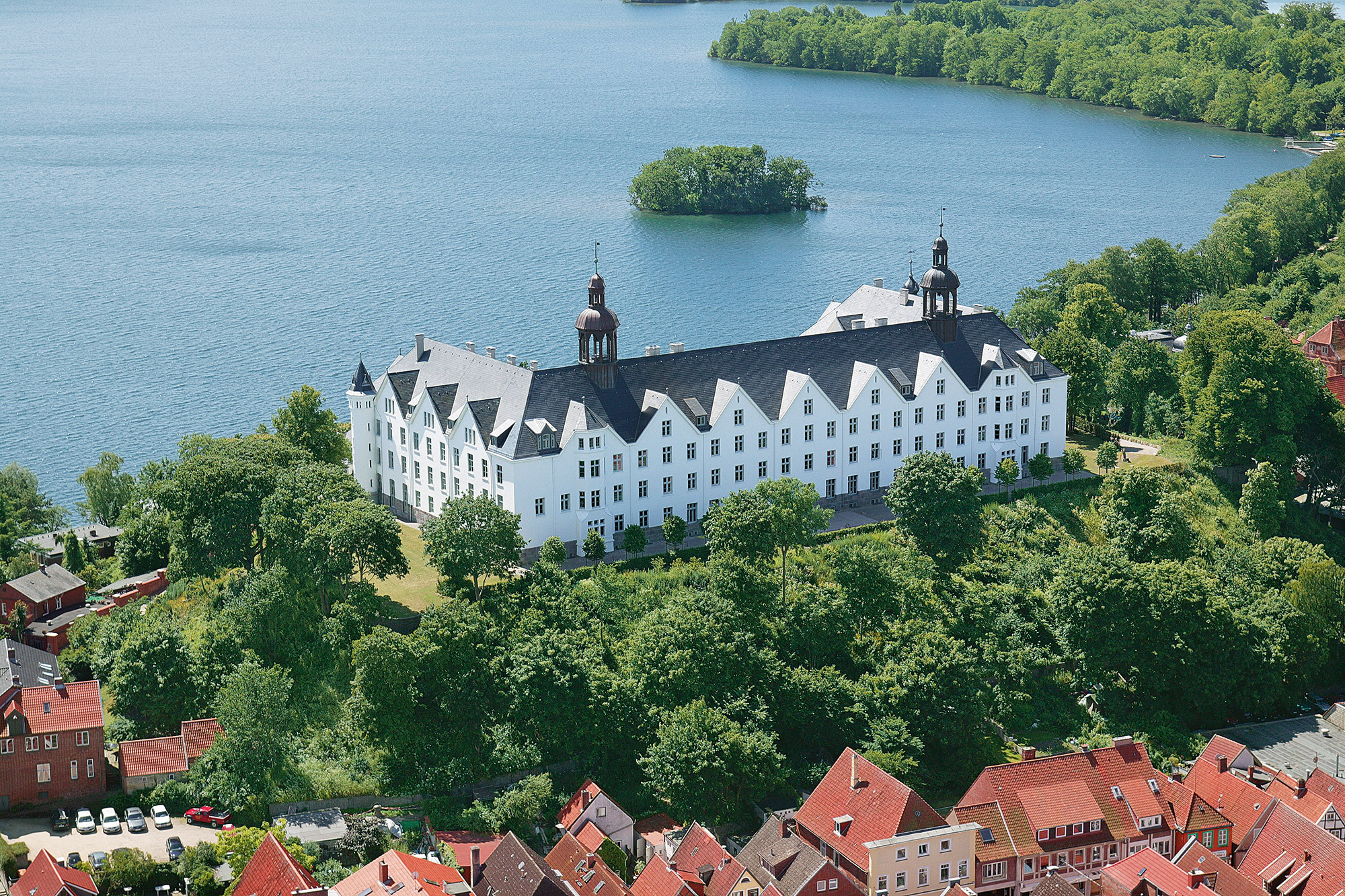
Schloss Plön
Das Plöner Schloss ist eines der bedeutendsten Renaissance-Bauwerke im Lande. Es war bis zum Tod von Herzog Friedrich Karl von Schleswig-Holstein-Plön 1761 Residenz und wurde danach für unterschiedliche Zwecke genutzt. Heute befindet es sich im Besitz der Firma Fielmann.
Schlossgarten Plön mit Siebenstern (ehemals Jagdstern)
Heute ist der Schlossgarten im Besitz der Deutschen Stiftung Denkmalschutz. Es handelt sich um einen bedeutenden Barockgarten, der in der ersten Hälfte des 17. Jahrhunderts unter Herzog Friedrich Carl (reg. 1729–1761) entstand. Die Umformung im englischen Landschaftsgartenstil erfolgte Mitte des 19. Jahrhunderts, der Regierungszeit Christian VIII., durch den Königlichen Hofgärtner Christian Schaumburg aus Hannover.
Alter Apfelgarten, ehemals herzoglicher Küchengarten
Dies war der erste Küchengarten der Plöner Residenz unter Herzog Joachim Ernst, dem Erbauer des Plöner Schlosses, zu Anfang des 17. Jahrhunderts. In preußischer Zeit wurde er als Obstgarten genutzt. Die Wiederherstellung und Ergänzung fand unter der Federführung des Vereins Freunde des Plöner Prinzenhauses e. V. als Projekt „Alter Apfelgarten“ statt, das durch den Bau eines modernen Aussichtspavillons nach historischem Vorbild eines Teepavillons aus der Zeit König Christians VIII. ergänzt wurde. Viele historische Obstsorten wurden dort katalogisiert und weitere historische Apfel- und Birnen-Sorten aufgepflanzt.
Historische Plöner Neustadt
Die 1685 gegründete Plöner Neustadt ist der schon 1236 gegründeten Plöner Altstadt nach Nordwesten hin vorgelagert. Die Neustadt wurde von Johann Adolf, einem Sohn des Schloss-Erbauers Joachim Ernst, Herzog von Schleswig-Holstein-Sonderburg-Plön, als Handwerkersiedlung für Glaubensflüchtlinge erbaut. Sie erhielt eigene Rechte und war lange Zeit unabhängig von der Altstadt. Eine eigene Kirche mit Friedhof, die Plöner Johanniskirche, wurde ihr geistliches Zentrum.
Parnaß-Turm
Der Parnaß-Turm ist ein 1888 vom Plöner Verschönerungsverein auf einem Steinsockel als Aussichtsturm errichteter 20 m hoher Stahlfachwerkturm. Er ist von April bis Oktober geöffnet.
Wasserturm

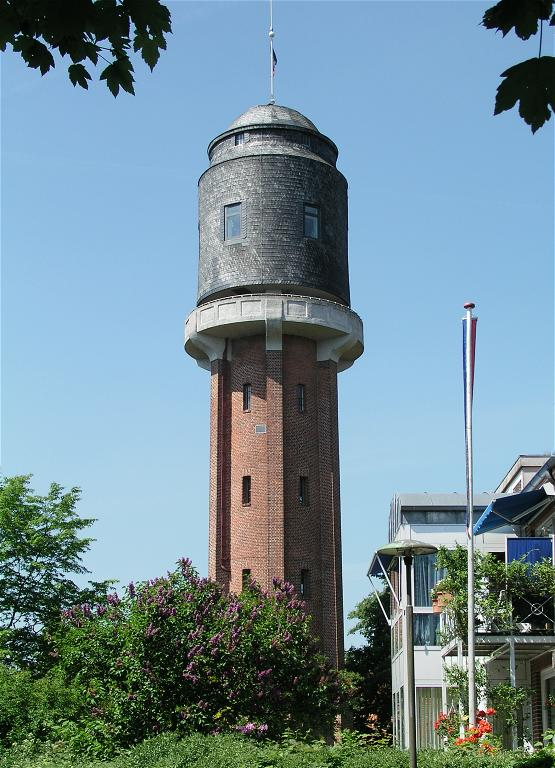
Wasserturm Plön

Der ehemalige Plöner Wasserturm von 1913 liegt im Osten der Stadt und wird heute als Wohnturm genutzt.
Evolutionsweg
Der Evolutionsweg stellt auf 11 Stationen die Entwicklung des Lebens von der Entstehung der Erde bis zum Auftreten des Menschen (Homo sapiens) dar. Er führt entlang des Seeufers über die Eutinerstraße bis zum Max-Planck-Institut.
Planetenpfad
Auf dem Plöner Planetenpfad entlang des Strandweges am Großen Plöner See ist das Sonnensystem, ausgehend vom Sonnensymbol auf der Anlegestelle Marktbrücke, im Maßstab 1:2.000.000.000 abgebildet. Im April 2025 wurden einige Objekte des Planetenpfades durch Vandalismus zerstört.

### Museen
In Plön befinden sich das Museum des Kreises Plön mit der Norddeutschen Glassammlung, das Naturpark-Haus, das Prinzenhaus zu Plön und die Fritz-During-Stiftung im Kreis Plön.

### Musik
Kreismusikschule Plön
Im Prinzenhaus im Schlossgarten ist die Kreismusikschule Plön beheimatet. Von hier aus werden der dezentrale Musikunterricht im Kreisgebiet organisiert und vielfältige kulturelle Impulse in Form von Veranstaltungen für Plön und Umland gegeben.
Symphonisches Orchester Plön e. V.
Das Symphonische Orchester Plön e. V. wurde 2006 gegründet und besteht aus semiprofessionellen und engagierten Hobbymusikerinnen und -musikern, die unter der Leitung von Shenoll Tokaj zwei bis drei bunte Konzertveranstaltungen pro Jahr in und um Plön realisieren.

### Theater
Plöner Speeldeel
Die Plöner Speeldeel e. V. wurde im Jahre 1928 gegründet und führt plattdeutsches Theater auf.
Marionettentheater Krieglstein
Gegenüber dem Max-Planck-Institut für Evolutionsbiologie (bis 2007: MPI für Limnologie) ist das Marionettentheater Krieglstein zu finden. Ute Krieglstein gestaltet die Fadenpuppen samt Bühnenbild und spielt selbst geschriebene Stücke zusammen mit ihrem Ehemann Gerd, der für die Technik zuständig ist. Nach Jahren als Tourneetheater in Deutschland, im europäischen Ausland und mehreren Gastspielen in Südkorea haben Puppen & Co seit 2000 eine feste Spielstätte in Plön.
Theater Zeitgeist e. V.
Ziel des Vereins Theater Zeitgeist e. V. (seit 1997) ist die Durchführung kultureller Veranstaltungen wie beispielsweise Theateraufführungen eigener oder fremder Stücke sowie Veranstaltungen mit Kabarett- und Comedy Künstlern aus dem kompletten deutschsprachigen Raum.
Theaterfimmel
Das Zwei-Personen-Theater wurde 2010 von dem Ehepaar Carina und Christoph Kohrt gegründet. Die beiden haben zahlreiche Theaterstücke für Erwachsene im Repertoire. Die jährliche Aufführung zu Silvester hat Kult-Charakter und ist meist Wochen zuvor ausverkauft. Außerdem führen die beiden, teilweise zu dritt mit dem Kinderliedermacher Matthias Meyer-Göllner, selbstgeschriebene Musiktheaterstücke für Kinder und Familien auf. Das erfolgreichste Stück mit dem Titel Flattertom & Flederlilly läuft schon seit 2013. Es wurde und wird regelmäßig auch weit außerhalb der Kreisstadt, z. B. in Bayern, aufgeführt.

### Kulturvereine
Kulturforum Schwimmhalle Schloss Plön
Das Kulturforum Schwimmhalle Schloss Plön e. V. ist ein gemeinnütziger Verein, der gegründet wurde, um in der Jugendstilschwimmhalle kulturelle Veranstaltungen im Bereich Bildung und Wissenschaft, Musik, Literatur sowie darstellender und bildender Kunst für die Plöner Bevölkerung und ihre Gäste zu fördern und durchzuführen. Die Mitglieder veranstalten in der Jugendstilschwimmhalle unter anderem Ausstellungen, Konzerte, Lesungen, Jazzkonzerte, niederdeutsche Abende, wissenschaftliche Vorträge und Ausstellungen.